# Novicsok
A novicsok (cirill betűkkel новичок, angolszász átírásban novichok; = “újonc”) idegmérgek egy családja, melyet a Szovjetunióban fejlesztettek ki 1971 és 1993 között. Azon orosz tudósok szerint, akik ennek a vegyi anyagnak a kifejlesztésében részt vettek, ez a leghalálosabb idegméreg, amelyet valaha előállítottak; egyes változatok akár 5-8-szor hatásosabbak mint a VX, bár ezt soha nem bizonyították be. A „negyedik generációs vegyi fegyverek” közé tartoznak, amelyeket a szovjet Foliant program keretében terveztek. Eredetileg K-84-ként jelölték, majd később átnevezték A-230-ra. A novicsok család több, mint száz szerkezeti változatot tartalmaz. Az összes változat közül katonai szempontból az A-232 (Novichok-5) volt a legígéretesebb.
Brit források szerint ezt az idegmérget használták a Szergej Szkripal és lánya elleni 2018. március 4-i mérgezéses merényletben, valamint más források szerint Alekszej Navalnij ellen is a 2020. augusztus 20-i mérgezéses merényletben.

## Célkitűzések
Ezeket a vegyületeket az alábbi célok elérésére tervezték:
- A szabványos NATO vegyi felderítő eszközök számára kimutathatatlan legyen.
- Győzze le a NATO vegyvédelmi felszerelését.
- Kezelése legyen biztonságos.

Bár ezekről a célokról azt állították, hogy sikerült elérni őket, ez még nem bizonyított.
A vegyületek némelyike bináris vegyi fegyver, azaz két összetevő, ún. prekurzor elegyítésével jön létre. Az idegmérgek prekurzorai a lövedékben, közvetlenül a használat előtt keverednek össze, hogy előállítsák a vegyületet. Mivel a prekurzorok általában lényegesen kevésbé veszélyesek, mint az idegmérgek maguk, ezért ez a technika biztonságossá és egyszerűvé teszi a lövedékek kezelését és szállítását. További előnye, hogy a prekurzorokat sokkal egyszerűbb stabilizálni, mint a mérgeket, így ez a módszer lehetővé tette a vegyi fegyver (ágens) eltarthatóságának megnövelését is. Hátránya viszont, hogy a gondatlan előkészítés, vagy gyakorlatlan egyének által végzett előkészítés nem-optimális vegyület létrejöttéhez vezet.

## Nyilvánosságra hozás
A Szovjetunióban (és Oroszországban) az 1970-es évektől kezdődően egészen az 1990-es évekig bezárólag rendkívül erős, harmadik generációs vegyi fegyvereket fejlesztettek ki; állította két vegyész, Lev Fjodorov és Vil Mirzajanov a Moszkovszkije Novosztyi hetilapban, 1992-ben. A kiadvány a Vegyifegyver-tilalmi Egyezmény (CWC) oroszországi aláírásának előestéjén jelent meg. Mirzajanov szerint, az orosz Military Chemical Complex (MCC, egy katonai vegyipari cég) Nyugatról kapott, a hadiipar átalakítását segítő védelmi fejlesztésre szánt pénzen építettek fel egy vegyi fegyver gyártó létesítményt. Mirzajanov a kémelhárítási részleg vezetője volt, és méréseket végzett a vegyi létesítményeken kívül, hogy meggyőződjön arról, hogy a külföldi kémek nem bukkanhatnak a termelés nyomaira. Ijedtségére, a halálos anyagok szintje nyolcvanszorosa volt a maximális, de még biztonságos koncentrációnak. Mirzajanov emiatt a környezetvédelmi szempontok miatt publikált. (Mirzajanov teljes beszámolója elérhető online).
A novicsok vegyületek létezését nyíltan elismerték az orosz hatóságok, amikor Mirzajanovot hazaárulással vádolták meg. Három tudós KGB-nek tett szakértői tanúvallomása szerint, valóban előállítottak novicsok és egyéb kapcsolódó vegyi anyagokat; és ezért Mirzajanov tájékoztatása hazaárulásnak tekintendő.
Vil Mirzajanovot 1992. október 22-én tartóztatták le, és államtitkok kiszivárogtatásáért a lefortovói börtönbe küldték. Később kiengedték, mivel sem a képletek, sem a mérgező vegyületek neve nem volt ismeretlen a szovjet sajtó számára; sőt még a kísérleti helyszínek sem. Jevgenyija Albac szerint, a Fjodorov és Mirzajanov által feltárt igazi államtitok az volt, hogy a tábornokok hazudtak – és még mindig hazudnak – a nemzetközi közösségnek és a polgártársaknak. Ő most az Amerikai Egyesült Államokban él.

## A novicsok mérgek leírása
Ezeknek a vegyületeknek a leírását először Mirzajanov biztosította. Gáz vagy gőz helyett, a méreg ultra finom porban van szétoszlatva, így egyedi tulajdonságokkal rendelkezik. Ezután egy bináris ágenst hoztak létre, amely utánozza ezeket a tulajdonságokat, de a CWC jogi keretein belül legálisan használható anyagokból is előállítható, vagy érzékelhetetlen az egyezmény általi ellenőrzések számára. A novicsok család leghalálosabb tagjai a novicsok–5 és a novicsok–7; melyek állítólag kb. 5-8-szor halálosabbak a VX-nél, azonban a vegyületek szerkezetét nem ellenőrizték megbízhatóan.
Az egyik kulcsfontosságú gyártási helyszín, egy kémiai kutatóintézet, a mai Üzbegisztánban található; és a fegyver kis, illetve kísérleti tételeit (mennyiségeit)  közeli Usztyurt fennsíkon tesztelték.
A szerves foszforvegyületek két nagy családjáról állítják, hogy a novicsok mérgek közé tartoznak. Az egyik, a szerves foszforvegyületek olyan csoportja, amelyhez egy dihaloformaldoxim csoport kapcsolódik (az általános képletet lásd alul, ahol: R = alkil-, alkoxi-, alkilamino-csoport vagy fluoratom; és X = halogénatom (F, Cl, Br) vagy pszeudohalogén, mint például a C≡N). Ezeket a vegyületeket széles körben dokumentálta a szovjet irodalom abban az időben, de nem világos, hogy tulajdonképpen melyek az erős „novicsok” vegyületek.
Az első csoportba tartozó vegyületek néhány példáját (lent) közölte a szakirodalom, de nem ismert, hogy ezek közül bármelyik a novicsok–5 vagy a novicsok–7 lenne.
Mirzajanov ettől némileg eltérő struktúrákat ad a novicsok ágensekre az önéletrajzában (lásd lent). Egyértelművé teszi, hogy nagy számú vegyület előállítására került sor; és számos kevésbé hatásos származékról, mint új szerves foszfát rovarölőről beszámoltak a szakirodalomban. Így a titkos vegyi fegyver programot törvényes peszticid kutatásnak álcázhatták.

## Hatásai
A novicsok az idegmérgek közé tartozik; szerves foszfát acetilkolin-észteráz gátló. Ezek a kémiai vegyületek gátolják az acetilkolin-észteráz enzimet, megakadályozva ezzel a neurotranszmitter acetilkolin rendes elbomlását. Az acetilkolin koncentráció megnövekedése a neuromuszkuláris csomópontokban az izmok akaratlan összehúzódását okozza. Ez légzés- és szívmegálláshoz, végül halálhoz vezet. Gyors hatású, perifériás antikolinerg gyógyszer használatával, mint amilyen az atropin, lehetséges azon receptorok blokkolása, ahol az acetilkolin kifejti a hatását; így megakadályozható a mérgezés (csakúgy, mint más acetilkolin-észteráz gátlók okozta mérgezések kezelésénél). Ez azonban önmagában meglehetősen veszélyes módszer.

## Fordítás
- Ez a szócikk részben vagy egészben  a   Novichok agent című angol Wikipédia-szócikk fordításán alapul.  Az eredeti cikk szerkesztőit annak laptörténete sorolja fel. Ez a jelzés csupán a megfogalmazás eredetét és a szerzői jogokat jelzi, nem szolgál a cikkben szereplő információk forrásmegjelöléseként.

## Külső hivatkozások
- Sokkoló hír: nyilatkozott az idegméreg fejlesztője – Infostart, 2018. március 13.
- Chemical Weapons in Russia: History, Ecology, Politics by Lev Fedorov, Moscow, Center of Ecological Policy of Russia, 27 July 1994
- Vil Mirzayanov "Dismantling the Soviet/Russian Chemical Weapons Complex: An Insider's View" Chemical Weapons Disarmament in Russia: Problems and Prospects (Washington, D.C.: Henry L. Stimson Center, 1995).
- Russian chemical weapons and [by Federation of American Scientists]
- Vil Mirzayanov, a scientist honored by the American Association for the Advancement of Science Science and Human Rights Program in 1995
- The Chemical Weapons Coverup, by J. Michael Waller, The Wall Street Journal, February 13, 1997